# Vratislav Šustr
Vratislav Šustr (* 24. Juli 1959 in Prostějov) ist ein ehemaliger tschechoslowakischer Radrennfahrer und nationaler Meister im Radsport.

## Sportliche Laufbahn
Šustr war als Bahnradsportler aktiv und bestritt vorwiegend Kurzstreckenwettbewerbe. Er war Teilnehmer der Olympischen Sommerspiele 1988 in Seoul. Dort startete er im Sprint und wurde auf dem 5. Platz klassiert. 1980 siegte er in der nationalen Meisterschaft im Sprint vor Miroslav Vymazal. Von 1984 bis 1989 gewann er dann ebenfalls den Titel im Sprint. Die Meisterschaft im 1000-Meter-Zeitfahren konnte er 1987 gewinnen. 1983 gewann er alle drei in Dänemark ausgefahrerenen Großen Preise für Sprinter. Er siegte im Grand Prix Kopenhagen, im Grand Prix Odense und im Grand Prix Aarhus, in jedem Rennen vor Gerhard Scheller. In Kopenhagen konnte er bei allen seinen Starts in mehreren Jahren eine Podiumsplatzierung erreichen. Den heimischen Grand Prix Framar gewann er 1983 und 1986. 1987 und 1989 gewann er den Großen Preis von Büttgen.

## Berufliches
Nach Beendigung seiner Rennkarriere wurde er für einige Jahre Nationaltrainer.